# Chiesa del Cenacolo
La chiesa del Cenacolo è una chiesa monumentale di Napoli; è sita lungo il corso Vittorio Emanuele. Nelle sue prossimità vi si trova anche la chiesa di Santa Maria Apparente e quella di Santa Caterina da Siena.

## Storia e descrizione
Sebbene oggi sia tra le più rilevanti chiese ottocentesche della città, originariamente non era altro che la cappella di una casa di riposo per anziani. In seguito, la chiesa subì degli ampliamenti che interessarono soprattutto la facciata.
L'esterno è completamente in tufo; l'ingresso è preceduto da quattro colonne di ordine ionico (in realtà due colonne centrali e due pilastri quadrati laterali).
Il suo interno è a pianta rettangolare ed è caratterizzato da opere in bassorilievo, soprattutto per quanto concerne l'altare maggiore. Inoltre ricordiamo che è stata la prima chiesa della città ad essere gestita completamente dai laici.

## Altre immagini

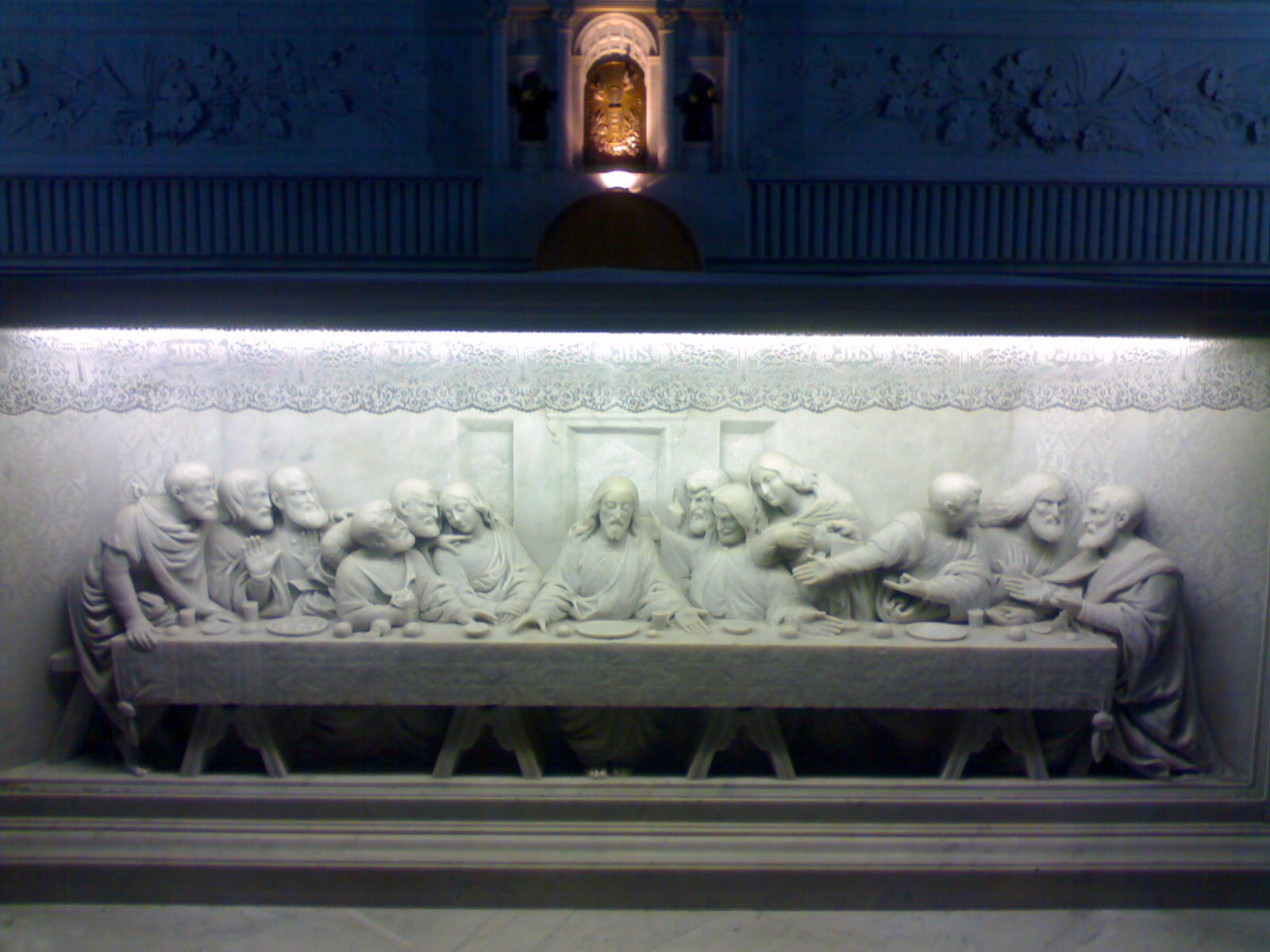
Particolare di un bassorilievo: l'ultima cena
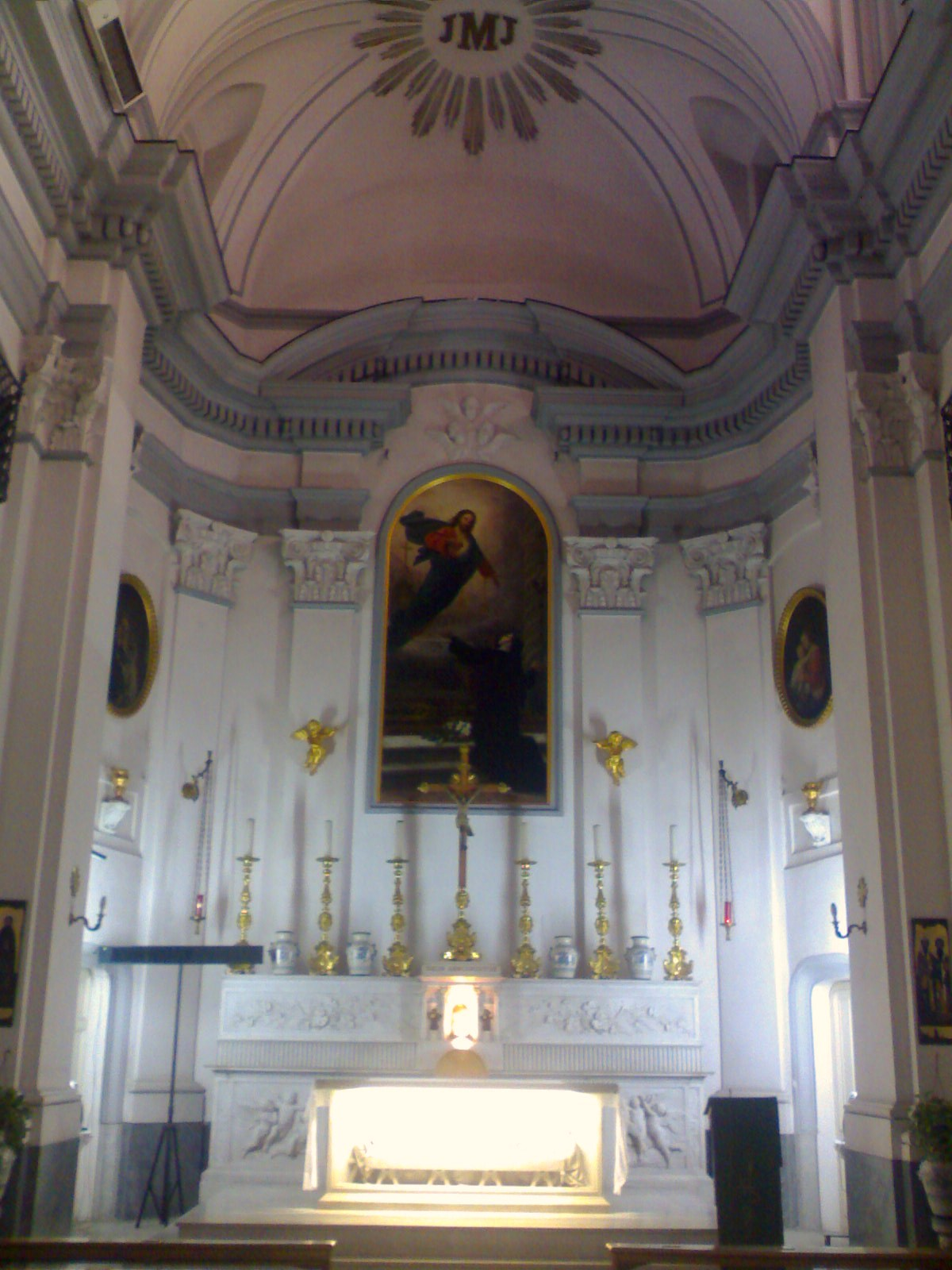
Scorcio dell'interno